# Sokol

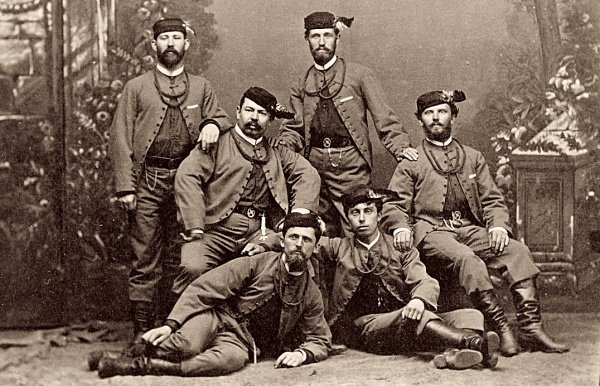
Miembros de Sokol club en sus vestidos en 1880;
imagen del estudio fotográfico Šechtl y Voseček

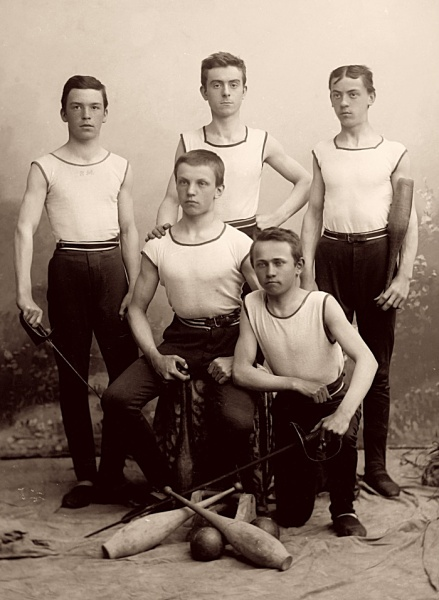
Miembros de Sokol club, aproximadamente en 1900;
imagen del estudio fotográfico Šechtl y Voseček

El movimiento Sokol es un movimiento deportivo de origen checo. En principio asociado con la gimnasia, supera no obstante la esfera del deporte.
Sus orígenes hay que buscarlos en Praga, donde en 1862 fue fundado por Miroslav Tyrš y Jindřich Fügner con el objetivo básico de establecer un centro deportivo, un gimnasio. Sin embargo fueron incorporándose también lecturas, discusiones y otras actividades que eran consideradas importantes para gente preocupada por su forma física. El movimiento no excluía a nadie, tampoco a las mujeres, y se extendió a otras regiones alejadas de Praga.
El movimiento se extendió por todas las regiones pobladas por culturas eslavas, la mayoría de ellas parte del Imperio austrohúngaro o del Imperio ruso, como la actual Eslovaquia, los territorios tradicionales de Eslovenia, Croacia, Serbia, Bulgaria, Polonia (Sokół), Macedonia, Ucrania o Bielorrusia. En muchas de estas naciones, la organización también sirvió como precursora temprana de los movimientos escultistas.

## Historia
La idea del entrenamiento físico y establecer centros deportivos para ello no era nada nuevo. El movimiento Sokol se parece mucho a la educación física de los deportistas y los guerreros de la Antigua Grecia. También Alemania influyó en este movimiento con sus sociedades que promovían la gimnasia para toda la población, las Turnverein alemanas, sociedades de gimnasia de masas y mentalidad nacionalista fundadas por Friedrich Ludwig Jahn en 1811.
Miroslav Tyrš, el fundador del primer Sokol en Praga en 1862, ejerció gran influencia sobre el movimiento hasta su muerte en 1884. Nacido en una familia alemana, con el nombre alemán de Friedrich Emanuel Tirsch, en 1834. Tyrš creció bajo la influencia del nacionalismo romántico que dio lugar a los levantamientos que se extendieron por toda Europa en 1848. Se educó en la Universidad de Praga y terminó sus estudios de filosofía. En los años sesenta del siglo XIX empezó a comprometerse con el nacionalismo checo y por ello cambió su nombre por uno de apariencia más eslava. Después de no poder alcanzar un puesto académico, Tyrš combinó su experiencia trabajando como entrenador de gimnasia terapéutica con las ideologías nacionalistas a las que había estado expuesto en Praga, estableciendo en consecuencia el primer club Sokol.

## Sokol en Eslovenia
El primer club Sokol en Eslovenia abrió en 1863 en Liubliana, justo un año después de que lo hiciera el de Praga, denominándose Club gimnástico Sokol del Sur (sur hace referencia al carácter meridional de Eslovenia en el marco del Imperio austro-húngaro). Fue el primer club deportivo de Eslovenia y sirvió de ejemplo para otros que se establecerían en los años siguientes. Los miembros del movimiento tenían motivaciones políticas análogas a las de sus colegas checos.
Aún hoy en día existen clubes Sokol en estos países. Uno de los más populares de Eslovenia es el Sokol Bežigrad, que organiza muchas competiciones, viajes y entrenamientos físicos para jóvenes y mayores. Además, organizan discusiones, fiestas y otros acontecimientos culturales.

## Actualmente

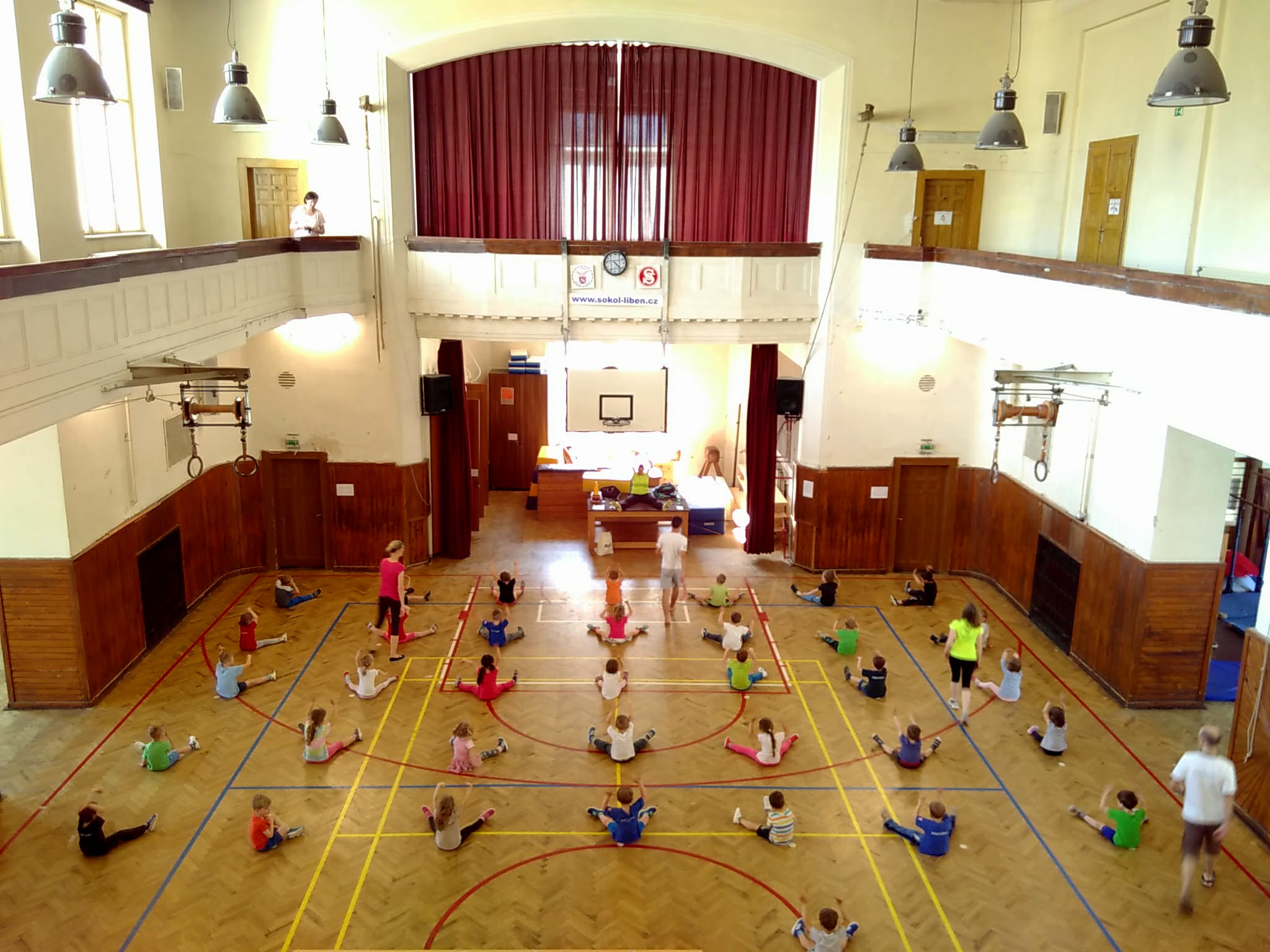
Niños gimnastas en la casa Sokol de Libeň, Praga, en 2018.

En la actualidad, la organización se centra en el entrenamiento físico en gimnasia y otras disciplinas atléticas. Sin embargo, su popularidad está muy por debajo de los niveles de antes de la guerra y un gran porcentaje de los miembros son personas mayores con recuerdos del movimiento Sokol anterior a 1948. Otros miembros son principalmente padres que inscriben a sus hijos en actividades físicas. En 2000 se celebró un slet (25.000 sokols); en julio de 2006 se celebró otro. En julio de 2012 se celebraron los 150 años del movimiento Sokol y en julio de 2018 fue el centenario de la creación de Checoslovaquia, donde 13.000 Sokols se reunieron en Praga. Se espera que los slets se celebren con una regularidad de seis años.